# オランダ宇宙局
オランダ宇宙局（Netherlands Space Office、NSO）はオランダの宇宙機関。本部はデン・ハーグに位置する。

## 概要
2008年10月に経済省、教育・文化・科学省、運輸・公共事業・水利省、およびオランダ科学研究機構（NWO）は2008年10月に本格的な宇宙開発利用と産業振興を目的とした宇宙局設立の合意を交わした。そして2009年9月30日にオランダ航空宇宙計画局（NIVR）の宇宙部門を母体としてオランダ宇宙局が設立された。なお、旧NIVRの航空部門はセンターノヴェム（SenterNovem）に統合された。
NSOは技術革新・環境・持続的発展を担当する経済省所管のセンターノヴェムの傘下に置かれ、予算は教育・文化・科学省および運輸・公共事業・水利省から支出される。
オランダは欧州宇宙機関（ESA、1975年設立）の設立時からの参加国で、NSOはESAプログラムの窓口となっている。オランダの宇宙開発予算の大半はESAに拠出されており、またESAの主要な計画のほぼすべてに参加している。
2010年4月12日、宇宙航空研究開発機構（JAXA）とNSOは平和目的の宇宙協定を結んだ。
なお、オランダには1983年に設立されたオランダ宇宙研究所（SRON）が存在し、SRONは宇宙科学及び地球観測分野において研究している。NSOとSRONは相互に密接に連携・協力している。